# Chèze (Alti Pirenei)
Chèze è un comune francese di 43 abitanti situato nel dipartimento degli Alti Pirenei nella regione dell'Occitania.

## Società

### Evoluzione demografica
Abitanti censiti